# 李菲
李菲（英語：Jewel Lee，1975年3月3日—），广西壮族自治区人，早期是武术运动员，后来到澳门发展演艺事业，毕业于澳大利亚麦考瑞大学，现兼任深圳市世纪领军影业投资有限公司董事长。

## 生平
李菲原籍广西桂林，出生在广西，9岁开始习武。1993年，年仅17岁的她以武术被“优才”计划引进澳门。1994年、1998年两届亚运会上，她代表澳門获得南拳亚军。她也曾參選澳门小姐。李菲在澳大利亚麦考瑞大学学习过国际金融和企业管理，后成为深圳市世纪领军影业投资有限公司董事长。

## 作品

### 电影
| 年份   | 中文名称            | 角色   | 备注     |
| ------ | ------------------- | ------ | -------- |
| 1999年 | 生死拳速            | 赵崇人 |          |
| 1999年 | 赌侠大战拉斯维加斯  | 菲菲   |          |
| 2000年 | 女飞虎              | 杨丽   |          |
| 2001年 | 制服诱惑2：地下法庭 | Bang   |          |
| 2001年 | 靚女差館            | 菲菲   | 火牛情婦 |
| 2002年 | 赤裸特工            |        |          |
| 2006年 | 魔鬼天使            | 老大   |          |

### 电视剧
| 年份   | 中文名称          | 角色     | 备注 |
| ------ | ----------------- | -------- | ---- |
| 1999年 | 我和僵尸有个约会2 | 珍妮     |      |
| 2000年 | 小宝与康熙        | 独臂神尼 |      |
| 2001年 | 笑傲江湖          | 蓝凤凰   |      |
| 2002年 | 长白英雄传        | 尹楚楚   |      |
| 2004年 | 侠影仙踪          | 上官剑侍 |      |
| 2004年 | 刘姥姥外传        | 朱婷     |      |
| 2005年 | 侠骨丹心          | 贺大娘   |      |
| 2005年 | 大汉天子3         | 秋婵     |      |
| 2012年 | 大唐玄机图        | —        |      |

### 綜艺节目
- 《星星的密室2》

## 奖项
1996年，“澳门小姐”亚军和“最上镜小姐”。
1997年，“世界经济杰出华人妇女澳门区代表”。
1999年，澳门体育总局“高度竞技金座奖”。
2001年，世界武术联盟“终生成就奖”、“杰出运动员金牌奖”。